# Saint-Géraud
Saint-Géraud – miejscowość i gmina we Francji, w regionie Nowa Akwitania, w departamencie Lot i Garonna.
Według danych na rok 1990 gminę zamieszkiwały 63 osoby, a gęstość zaludnienia wynosiła 11 osób/km² (wśród 2290 gmin Akwitanii Saint-Géraud plasuje się na 1111. miejscu pod względem liczby ludności, natomiast pod względem powierzchni na miejscu 1379.).